# 1606
| [ Edytuj tabelę ]              | |
| Król Polski                    | - 1587 Zygmunt III Waza 1632 |
| Współksiążęta Andory           | - 1588 Andreu Capella 1609 - 1572 Henryk IV Burbon 1610                                                                                       |
| Król Anglii i Szkocji          | - 1603 Jakub I 1625 |
| Elektor Brandenburgii          | - 1598 Joachim Fryderyk 1608 |
| Książę Bawarii                 | - 1597 Maksymilian I Bawarski 1623 |
| Sułtan Brunei                  | - 1605 Hassan 1619 |
| Cesarz Chin                    | - 1572 Wanli 1620 |
| Król Czech                     | - 1576 Rudolf II Habsburg 1611 |
| Król Danii                     | - 1588 Chrystian IV 1648 |
| Dalajlama                      | - 1589 Jonten Gjaco 1616 |
| Cesarz Etiopii                 | - 1597 Jakub 1606 - 1606 Susnyjos I 1632 |
| Król Francji                   | - 1589 Henryk IV 1610 |
| Król Hiszpanii                 | - 1598 Filip III 1621 |
| Landgraf Hesji-Kassel          | - 1592 Maurycy Uczony 1627 |
| Stadhouder Holandii            | - 1584 Maurycy Orański 1625 |
| Szach Iranu                    | - 1587 Abbas I Wielki 1629 |
| Państwo Wielkich Mogołów       | - 1605 Dżahangir 1627 |
| Król Irlandii                  | - 1603 Jakub I Stuart 1625 |
| Cesarz Japonii                 | - 1586 Go-Yōzei 1611 |
| Kalif                          | - 1603 Ahmed I 1617 |
| Patriarcha Konstantynopola     | - 1603 Rafał II 1607 |
| Władca Korei                   | - 1567 Sŏnjo 1608 |
| Książę Kurlandii i Semigalii   | - 1587 Fryderyk Kettler 1642 - 1587 Wilhelm Kettler 1616                                                                                      |
| Sułtan Maroka                  | - 1603 Abu Faris Abdullah 1608 |
| Król Nawarry                   | - 1572 Henryk III 1610 |
| Król Norwegii                  | - 1588 Chrystian IV 1648 |
| Sułtan Omanu                   | - 1560 Abd Allah ibn Muhammad 1624 |
| Elektor Palatynatu             | - 1583 Fryderyk IV 1610 |
| Papież                         | - 1605 Paweł V 1621 |
| Książę Parmy i Piacenzy        | - 1592 Ranuccio I 1622 |
| Król Portugalii                | - 1598 Filip II 1621 |
| Książę w Prusach               | - 1568 Albrecht Fryderyk 1618 - 1603 Joachim Fryderyk (regent) 1608                                                                           |
| Car Rosji                      | - 1605 Dymitr Samozwaniec I 1606 - 1606 Wasyl IV Szujski 1610                                                                                 |
| Cesarz Rzymski (niemiecki)     | - 1576 Rudolf II Habsburg 1612 |
| Kapitanowie Regenci San Marino | - 1605 Girolamo Gozi Innocenzo Bonelli 1606 - 1606 Pier Matteo Belluzzi Fabrizio Belluzzi 1606 - 1606 Annibale Belluzzi Giuliano Fattori 1607 |
| Elektor Saksonii               | - 1591 Krystian II Wettyn 1611 |
| Król Szkocji                   | - 1567 Jakub VI 1625 |
| Król Szwecji                   | - 1599 Karol IX Waza 1611 |
| Król Tajlandii                 | - 1605 Eka Thotsarot 1610 |
| Sułtan Turków                  | - 1603 Ahmed I 1617 |
| Doża Wenecji                   | - 1595 Marino Grimani 1606 - 1606 Leonardo Donato 1612                                                                                        |
| Król Węgier                    | - 1576 Rudolf II 1608 |
| Książęta Wirtembergii          | - 1593 Fryderyk I 1608 |

Rok 1606 / MDCVI
stulecia: XVI wiek ~
XVII wiek ~
XVIII wiek

lata: 1596 «
1601 «
1602 «
1603 «
1604 «
1605 «
1606
» 1607
» 1608
» 1609
» 1610
» 1611
» 1616

## Wydarzenia w Polsce
- 7 marca-18 kwietnia – w Warszawie obradował sejm zwyczajny[1].
- Październik – Jan Jakub Wejher obronił Hel przed szwedzką eskadrą Jakuba Gotberga.
- Ukazał się zbiór wierszy Hieronima Morsztyna Światowa rozkosz.
- Początek rokoszu Zebrzydowskiego.

## Wydarzenia na świecie
- 27 stycznia – w Londynie rozpoczął się proces ośmiu uczestników zakończonego fiaskiem tzw. spisku prochowego, mającego na celu zamordowanie króla Anglii i Szkocji Jakuba I Stuarta.
- 30 stycznia:
  - hiszpański dwór królewski został z powrotem przeniesiony z Valladolid do Madrytu.
  - w Londynie odbyła się egzekucja 4 skazanych za udział w spisku prochowym. Pozostałych 4 stracono następnego dnia.
- 31 stycznia – w Londynie stracono głównego organizatora Guy Fawkesa i 3 innych uczestników spisku prochowego.
- 12 kwietnia – Union Jack został ustanowiony wspólną flagą połączonych unią personalną Anglii i Szkocji.
- 17 maja – w Moskwie odbył się ślub Dymitra I Samozwańca i Maryny Mniszchówny.
- 27 maja – wielka smuta: rebelianci pod wodzą Wasyla Szujskiego wtargnęli na Kreml moskiewski i zamordowali cara Dymitra Samozwańca I i około 500 Polaków.
- 23 czerwca – podpisano traktat pokojowy w Wiedniu kończący antyhabsburskie powstanie Bocskaya na Węgrzech.
- 20 września – w miejscowości |Frankenstein (obecnie Ząbkowice Śląskie) spalono na stosie skazanych w aferze grabarzy.
- 27 września – wyemitowano pierwsze akcje na świecie. Były to akcje Holenderskiej Kompanii Wschodnioindyjskiej (VOC 1606).
- 11 listopada – III wojna austriacko-turecka: władca Węgier Maciej Habsburg zawarł z Turkami pokój w Zsitsvatörök.
- 20 grudnia – rozpoczęła się wyprawa na okrętach „Susan Constant”, „Godspeed” i „Discovery” około 100 osadników, którzy następnie założyli Jamestown w Wirginii, pierwszą stałą angielską osadę w Ameryce Północnej.
- 26 grudnia – premiera tragedii Król Lear Williama Szekspira.
- Luis Váez de Torres przepłynął Cieśninę Torresa oddzielającą Nową Gwineę od Australii.
- Powstanie Bołotnikowa.

## Urodzili się
- 10 lutego – Krystyna Maria Burbon, księżniczka francuska, księżna i regentka Sabaudii (zm. 1663)
- 28 lutego – William Davenant, angielski poeta, dramatopisarz i impresario teatralny (zm. 1668)
- 13 marca – Agnieszka z Hesji-Kassel, księżna Anhalt-Dessau (zm. 1650)
- 20 marca – Georg von Derfflinger, feldmarszałek armii brandenburskiej podczas wojny trzydziestoletniej (zm. 1695)
- 17 kwietnia – Jan Davidszoon de Heem, holenderski malarz barokowy specjalizujący się w martwych naturach (zm. 1684)
- 3 maja – Maria de Bourbon-Soissons, starsza córka Karola Burbona (zm. 1692)
- 12 maja – Joachim von Sandrart, niemiecki malarz, miedziorytnik i teoretyk sztuki okresu baroku (zm. 1688)
- 23 maja – Juan Caramuel y Lobkowitz, hiszpański duchowny, pisarz i matematyk (zm. 1682)
- 25 maja – Karol Garnier, święty Kościoła katolickiego, męczennik, francuski jezuita, misjonarz w Kanadzie (zm. 1649)
- 6 czerwca – Pierre Corneille, francuski dramatopisarz (zm. 1684)
- 15 lipca – Rembrandt van Rijn, holenderski malarz i grafik (zm. 1669)
- 8 sierpnia – Theodoor van Thulden, flamandzki malarz, grafik i projektant gobelinów, uczeń i współpracownik Rubensa (zm. 1669)
- 15 sierpnia – Joanna Maria Bonomo, włoska błogosławiona katolicka (zm. 1670)
- 18 sierpnia – Maria Anna Habsburg, księżniczka hiszpańska, królowa węgierska i czeska, cesarzowa niemiecka (zm. 1646)
- 18 września – Nicolò Sagredo, doża wenecki od 1675 roku (zm. 1676)
- 22 września – Li Zicheng, chiński chłop, przywódca powstania, które w 1644 roku obaliło dynastię Ming, następnie samozwańczy cesarz (zm. 1645)

- data dzienna nieznana: 
  - Baochi Jizong, chińska mistrzyni chan szkoły linji (zm. ?)
  - Frang Bardhi, duchowny katolicki, biskup Sapy i Sardy, pisarz albański (zm. 1643)
  - Leonard Calvert, angielski szlachcic i kolonizator, syn George’a Calverta (zm. 1647)
  - Viviano Codazzi, włoski malarz barokowy, wedutysta (zm. 1670)
  - Tadanaga Tokugawa, japoński daimyō wczesnego okresu Edo (zm. 1634)
  - Arvid Wittenberg, uczestnik wojny trzydziestoletniej i potopu szwedzkiego (zm. 1657)

## Zmarli
- 31 stycznia – Guy Fawkes, uczestnik spisku prochowego w 1605 roku (ur. 1570)
- 6 marca – Zbyněk Berka z Dubé, czeski duchowny katolicki, arcybiskup metropolita praski i kardynał (ur. 1551)
- 7 marca – Bogusław XIII, książę wołogoski i szczeciński (ur. 1544)
- 22 marca – Mikołaj Owen, jezuita, męczennik, święty katolicki (ur. ok. 1550)
- 23 marca – Justus Lipsius – flamandzki filozof, filolog klasyczny i historyk (ur. 1547)
- 23 marca – Turybiusz de Mogrovejo, arcybiskup Limy, prymas Peru, święty katolicki (ur. 1538)
- 7 kwietnia – Edward Oldcorne, angielski jezuita, męczennik, błogosławiony katolicki (ur. 1561)
- 8 kwietnia – Julian od Świętego Augustyna, asceta i jałmużnik, franciszkanin, błogosławiony katolicki (ur. 1553)
- 16 kwietnia – Jadwiga Maria pomorska, księżniczka wołogoska, córka Ernesta Ludwika z dynastii Gryfitów (ur. 1579)
- 18 maja – Giovanni Antonio Facchinetti de Nuce młodszy, włoski duchowny katolicki, kardynał (ur. 1575)
- 27 maja:
  - Wojciech Bobola, polski szlachcic, właściciel Strachociny (ur. 1561)
  - Dymitr Samozwaniec I, car Rosji, rzekomy, cudownie ocalały carewicz Dymitr, syn Iwana IV Groźnego (ur. 1581)
- 10 lipca – Jeremi Mohyła, hospodar Mołdawii z rodu Mohyłów (ur. ok. 1555)
- 11 września – Karel van Mander, flamandzki malarz manierysta, poeta, teoretyk sztuki i biogra (ur. ok. 1548)
- 8 października – Jan VI Starszy, książę Nassau (ur. 1535)
- 30 listopada – John Lyly, angielski prozaik i dramaturg (ur. ok. 1554)
- 29 grudnia – Stefan Bocskay – węgierski polityk i mąż stanu, książę Siedmiogrodu w latach 1605–1606 (ur. 1557)

Data dzienna nieznana: 
- Szymon Bahr – gdański mieszczanin, starosta berwałdzki, bankier i dostawca królewski (ur. 1543)
- Wilhelm Guilemonthanus – drukarz, założyciel oficyny drukarskiej w Gdańsku (ur. ?)
- Jacob Jonghelinck – flamandzki rzeźbiarz i medalier (ur. 1530)
- Andrzej Leszczyński – syn Rafała Leszczyńskiego, wojewoda brzeskokujawski (ur. 1559)
- Jiří Nigrin – wydawca praski doby kontrreformacji w Czechach (ur. ?)
- Piotr Potulicki, wojewoda kaliski, brzeskokujawski i płocki (ur. ?)
- Troilus de la Roche Mesquez, bretoński magnat (ur. 1540)

## Święta ruchome
- Tłusty czwartek: 2 lutego
- Ostatki: 7 lutego
- Popielec: 8 lutego
- Niedziela Palmowa: 19 marca
- Wielki Czwartek: 23 marca
- Wielki Piątek: 24 marca
- Wielka Sobota: 25 marca
- Wielkanoc: 26 marca
- Poniedziałek Wielkanocny: 27 marca
- Wniebowstąpienie Pańskie: 4 maja
- Zesłanie Ducha Świętego: 14 maja
- Boże Ciało: 25 maja